# 이사퀘나군

미시시피 주에서의 위치.

미시시피 주의 위치.

이사퀘나군(Issaquena County)은 미국 미시시피주에 있는 카운티로, 1844년 설립되었다. 총 면적 1,143km2 중 1,070km2가 육지이다. 미시시피주에서 인구가 가장 작은 카운티이며, 행정중심지이자 가장 큰 타운은 메이어스빌이다. 북쪽으로 워싱턴 카운티, 북동쪽으로 샤키 카운티, 동쪽으로 야주 카운티, 남쪽으로 워런 카운티, 서쪽으로 루이지애나주 이스트 캐럴 패리시 카운티가 경계를 이룬다. 지명은 아메리칸 인디언 부족어로 사슴 강을 뜻한다. 메이어스빌 타운 및 미 편입 공동체 피틀러, 그레이스, 밸리 파크가 있으며, U.S.고속도로 61번, 미시시피 고속도로 1번, 14번, 16번이 지난다.

## 인구
| 인구조사                                                      | 인구   | Note  | %±     |
| ------------------------------------------------------------- | ------ | ----- | ------ |
| 1850년                                                        | 4,478  |       | —      |
| 1860년                                                        | 7,831  |       | 74.9%  |
| 1870년                                                        | 6,887  |       | −12.1% |
| 1880년                                                        | 10,004 |       | 45.3%  |
| 1890년                                                        | 12,318 |       | 23.1%  |
| 1900년                                                        | 10,400 |       | −15.6% |
| 1910년                                                        | 10,560 |       | 1.5%   |
| 1920년                                                        | 7,618  |       | −27.9% |
| 1930년                                                        | 5,734  |       | −24.7% |
| 1940년                                                        | 6,433  |       | 12.2%  |
| 1950년                                                        | 4,966  |       | −22.8% |
| 1960년                                                        | 3,576  |       | −28.0% |
| 1970년                                                        | 2,737  |       | −23.5% |
| 1980년                                                        | 2,513  |       | −8.2%  |
| 1990년                                                        | 1,909  |       | −24.0% |
| 2000년                                                        | 2,274  |       | 19.1%  |
| 2010년                                                        | 1,406  |       | −38.2% |
| 2018 (추산)                                                   | 1,308  | [ 1 ] | −7.0%  |
| U.S. Decennial Census 1790-1960 1900-1990 1990-2000 2010-2013 |        |       |        |